# Charlotte Karlsson (stavhoppare)
Charlotte Karlsson, född 22 juli 1982 är en svensk före detta friidrottare (stavhopp). Hon tävlade för Malmö AI och blev svensk mästare i stavhopp år 1998. 

## Personliga rekord
| Utomhus - Stavhopp – 3,77 (Göteborg, Sverige 3 augusti 2000) | Inomhus - Stavhopp – 3,88 (Eskilstuna, Sverige 11 februari 2001) |

### Fotnoter
1. ↑  Wiger 2006, s. 220.
2. 1 2 3  ”Personsida hos IAAF” (på engelska). iaaf.org. https://www.iaaf.org/athletes/sweden/charlotte-karlsson-303214. Läst 30 september 2019.